# Simona Kossak
Simona Gabriela Kossak (Cracovia, 30 de mayo de 1943 - Bialystok, 15 de marzo de 2007) fue una bióloga polaca, profesora de ciencias forestales y divulgadora de la ciencia. Conocida principalmente por sus actividades para preservar los ecosistemas naturales en Polonia. Mientras trabajaba en ciencias, se ocupó, entre otras cosas, de la ecología del comportamiento de los mamíferos. A veces se refería a sí misma como una "zoopsicóloga".

## Vida
Nació en Cracovia. Desde 1950, asistió a la escuela para niñas de la ciudad en ul. Bernardyńska 7, y entre los años 1957-1961 estudió en el Liceo General IX "Józefy Joteyko" .
Después de graduarse de la escuela secundaria, postuló al Departamento de Actuación de la Escuela Superior de Teatro del Estado en Cracovia, pero reprobó el examen de ingreso. Tomó los exámenes en la Facultad de Filología Polaca de la Universidad Jagellónica y fue aceptada allí. En 1962, tomó los exámenes de historia del arte, pero no fue aceptada. En 1962, comenzó a trabajar en el Instituto Nacional de Producción Animal en Balice, inicialmente como telefonista y luego como técnico superior de máquinas analíticas y estadísticas (ingresando datos estadísticos en las máquinas). En 1963 rindió sin éxito el examen de biología, en 1964 falló otro examen y, tras abandonar el Instituto de Ciencia Animal, comenzó sus estudios en la Facultad de Biología y Ciencias de la Tierra de la Universidad Jagellónica . En 1965, Simona Kossak fue la primera mujer en la historia de la Universidad Jagiellonian en ser elegida Campeona de la Hermandad Żakowski . Estaba más interesada en las conferencias de zoopsicología dirigidas por la prof. Wojtusiak, quien fue supervisora de su tesis "Sonidos emitidos por peces Hemichromis bimaculatus dependiendo de la intensidad de la luz"  . Durante sus vacaciones de verano, Simona viajó con otros estudiantes a las montañas Bieszczady y Tatra y participó en campamentos de equitación.
En 1980, el Consejo Científico del Instituto de Investigaciones Forestales le otorgó el título académico de doctora en ciencias forestales, en 1991 el de doctora habilitada en ciencias forestales; en el 2000 recibió el título de profesora de ciencias forestales.
Trabajó en el Instituto de Investigación de Mamíferos de la Academia Polaca de Ciencias en Białowieża, y en el Instituto de Investigación Forestal en la división de Bosques Naturales, donde fue gerente desde enero de 2003.
También fue una de las creadoras del ahuyentador UOZ-1, único en el mundo, un dispositivo que advierte a los animales salvajes acerca del paso de trenes.
Fue conocida por sus puntos de vista intransigentes y sus acciones por la protección de la naturaleza, especialmente en el bosque de Białowieża, donde vivió en el antiguo refugio forestal "Dziedzinka" durante más de 30 años.[cita requerida]
En reconocimiento a sus méritos en el campo de la ciencia y popularizando la protección de la naturaleza, en 2000 recibió la Cruz de Oro al Mérito.[cita requerida]
Desde 2001, fue conductora de programas radiales (¿Por qué chirría en la hierba?) en Radio Białystok y otras ramas regionales de la radio polaca. Incluso mientras ya estaba en el hospital, grabó episodios posteriores de su transmisión diaria.
Murió el 15 de marzo de 2007 en un hospital de Białystok después de una grave enfermedad de cáncer. La misa fúnebre tuvo lugar el 22 de marzo en la iglesia parroquial de San Wojciech en Poryte. Fue enterrada en el cementerio parroquial local.

## Vida privada
Provenía de una reconocida familia artística. Era hija de Jerzy Kossak, hermana de Gloria Kossak, nieta de Wojciech Kossak y bisnieta de Juliusz Kossak, ambos pintores. Era sobrina de Magdalena Samozwaniec y Maria Pawlikowska-Jasnorzewska. Lech Wilczek fue su compañero de vida.

## Condecoraciones y premios
- Cruz de oro al mérito
- Radio Gdańsk por popularizar las ciencias naturales en la radio le otorgó el premio "Personalidad radial del año 2003 ".[cita requerida]

## Publicaciones
La producción creativa de la profesora Kossak incluye varios cientos de estudios científicos, documentación científica inédita, artículos de divulgación científica y películas sobre la naturaleza, así como los libros:
- Historias sobre hierbas y animales: en la naturaleza de su especie, Varsovia: "Alfa-Wero", 1995, ISBN 83-7001-878-5
- Lobo: ¿el asesino del ganado? Varsovia: Agencia de publicidad y publicaciones A. Grzegorczyk, 1998, ISBN 83-86902-57-4
- La Saga del Bosque Bialowieza, Varsovia: Muse 2001, ISBN 83-7200-797-7
- Las hierbas y los animales, Varsovia: Márgenes, 2017,; El audiolibro dura 8 horas y 52 minutos, y es leído por Anna Apostolakis ISBN 978-83-65973-20-7